# Diemeringen
Diemeringen je občina v departmaju Bas-Rhin francoske regije Alzacija.
Leta 2012 je v občini živelo 1.642 oseb oz. 186 oseb/km².